# City of Blinding Lights
Singles de U2
Sometimes You Can't Make It on Your Own
(2005) The Saints Are Coming
(2005)
City of Blinding Lights est une chanson du groupe de rock U2, issue de leur onzième album How to Dismantle an Atomic Bomb, publié en 2004. Elle est sortie comme quatrième et dernier single le 6 juin 2005. Produit par Flood, elle tire son origine des sessions de l'album Pop. L'inspiration du texte est multiple : premier voyage de Bono à Londres, le concert de U2 à New York après le 11 septembre. Le reste évoque sa relation avec sa femme Ali.                                               

La chanson a accédé à la 1e place du classement des ventes en Espagne, ce qui fait de City of Blinding Lights le quatrième single de How to Dismantle an Atomic Bomb  à avoir été N°1 dans au moins un pays. Lors du Vertigo Tour, c'est généralement le morceau qui ouvre la plupart des concerts en Amérique du Nord alors qu'en Europe c'est Vertigo.

## Clip
Le clip est réalisé par Alex Courtes et Martin Fougerol, qui avaient déjà mis en scène celui de Vertigo. La vidéo a été tournée au Rogers Arena de Vancouver le 27 avril 2005. Elle contient également des extraits du concert du Vertigo Tour enregistré le lendemain au même endroit. La salle était disponible en raison du lock-out de la Saison 2004-2005 de la Ligue nationale de hockey. Le manager du groupe Paul McGuinness trouvait que l'endroit était parfait pour un clip en raison de sa récente rénovation et de ses nombreux équipements. Un appel a été lancé à la radio et sur Internet pour remplir la salle de figurants pour le tournage du clip. Entre 3 000 et 5 000 sont alors présentes,. U2 interprète City of Blinding Lights à plusieurs reprises, suivi de Vertigo, All Because of You et Sometimes You Can't Make It on Your Own.

## Anecdote
City of Blinding Lights a été utilisée par l'ancien chef d'état Barak Obama lors des campagnes présidentielles américaines de 2008 et 2012. C'est également l'une de ses 10 chansons préférées.

## Liste des titres
Toute la musique est composée par U2.
| CD 1 | CD 1                                    | CD 1    | CD 1  | CD 1 | CD 1 | CD 1 | CD 1 | CD 1 | CD 1 |
| No   | Titre                                   | Paroles | Durée |      |      |      |      |      |      |
| ---- | --------------------------------------- | ------- | ----- | ---- | ---- | ---- | ---- | ---- | ---- |
| 1.   | City of Blinding Lights (radio edit)    | Bono    | 4:11  |      |      |      |      |      |      |
| 2.   | All Because of You (Killahurtz Fly mix) | Bono    | 5:40  |      |      |      |      |      |      |
| 9:51 |                                         |         |       |      |      |      |      |      |      |

| CD 2  | CD 2                                                                  | CD 2    | CD 2  | CD 2 | CD 2 | CD 2 | CD 2 | CD 2 | CD 2 |
| No    | Titre                                                                 | Paroles | Durée |      |      |      |      |      |      |
| ----- | --------------------------------------------------------------------- | ------- | ----- | ---- | ---- | ---- | ---- | ---- | ---- |
| 1.    | City of Blinding Lights (version radio)                               | Bono    | 4:11  |      |      |      |      |      |      |
| 2.    | The Fly (live au concert « Stop Sellafield »)                         | U2      | 4:38  |      |      |      |      |      |      |
| 3.    | Even Better Than the Real Thing (live au concert « Stop Sellafield ») | U2      | 3:50  |      |      |      |      |      |      |
| 12:39 |                                                                       |         |       |      |      |      |      |      |      |

| Mini-CD | Mini-CD                                   | Mini-CD | Mini-CD | Mini-CD | Mini-CD | Mini-CD | Mini-CD | Mini-CD | Mini-CD |
| No      | Titre                                     | Paroles | Durée   |         |         |         |         |         |         |
| ------- | ----------------------------------------- | ------- | ------- | ------- | ------- | ------- | ------- | ------- | ------- |
| 1.      | City of Blinding Lights (version radio)   | Bono    | 4:11    |         |         |         |         |         |         |
| 2.      | Out of Control (live au pont de Brooklyn) | U2      | 5:05    |         |         |         |         |         |         |
| 9:16    |                                           |         |         |         |         |         |         |         |         |

| CD Japon | CD Japon                                                              | CD Japon | CD Japon | CD Japon | CD Japon | CD Japon | CD Japon | CD Japon | CD Japon |
| No       | Titre                                                                 | Durée    |          |          |          |          |          |          |          |
| -------- | --------------------------------------------------------------------- | -------- | -------- | -------- | -------- | -------- | -------- | -------- | -------- |
| 1.       | City of Blinding Lights (version radio)                               | 4:11     |          |          |          |          |          |          |          |
| 2.       | The Fly (live au concert « Stop Sellafield »)                         | 4:38     |          |          |          |          |          |          |          |
| 3.       | Even Better Than the Real Thing (live au concert « Stop Sellafield ») | 3:50     |          |          |          |          |          |          |          |
| 4.       | All Because of You (Killahurtz Fly mix)                               | 5:40     |          |          |          |          |          |          |          |
| 18:19    |                                                                       |          |          |          |          |          |          |          |          |

| DVD   | DVD                                                        | DVD     | DVD   | DVD | DVD | DVD | DVD | DVD | DVD |
| No    | Titre                                                      | Paroles | Durée |     |     |     |     |     |     |
| ----- | ---------------------------------------------------------- | ------- | ----- | --- | --- | --- | --- | --- | --- |
| 1.    | City of Blinding Lights (live au pont de Brooklyn – vidéo) | Bono    | 6:53  |     |     |     |     |     |     |
| 2.    | Sometimes You Can't Make It on Your Own (vidéo)            | Bono    | 4:40  |     |     |     |     |     |     |
| 3.    | City of Blinding Lights (audio)                            | Bono    | 5:46  |     |     |     |     |     |     |
| 17:23 |                                                            |         |       |     |     |     |     |     |     |

## Classements
| Classement / pays (2005)                                       | Meilleure position |
| -------------------------------------------------------------- | ------------------ |
| Irlande - Irish Singles Chart                                  | 8                  |
| Australie - ARIA Charts                                        | 31                 |
| Autriche - Ö3 Austria Top 40                                   | 28                 |
| Belgique (Région flamande) - Ultratop 50                       | 29                 |
| Belgique (Région wallonne et Bruxelles-Capitale) - Ultratop 40 | 23                 |
| Canada - Canadian Singles Chart                                | 2                  |
| Danemark - Tracklisten Top-40                                  | 2                  |
| Pays-Bas - MegaCharts Top 100                                  | 3                  |

| Classement / pays (2005)                | Meilleure position |
| --------------------------------------- | ------------------ |
| France - SNEP                           | 89                 |
| Allemagne - Media Control Charts Top100 | 24                 |
| Italie - FIMI Top 20                    | 5                  |
| Espagne - Promusicae Top 50             | 1                  |
| Suède - Hitlistan                       | 8                  |
| Royaume-Uni - UK Singles Chart          | 2                  |
| États-Unis - Billboard Adult Top 40     | 40                 |

## Crédits
| U2 - Bono – chant, piano - The Edge – guitare, choriste, piano - Adam Clayton – guitare basse - Larry Mullen, Jr. – batterie, percussions Additional performers - Jacknife Lee – synthétiseurs | Technical - Réalisateur artistique – Flood - Production additionnelle – Chris Thomas, Jacknife Lee - Enregistrement – Carl Glanville - Assistant – Chris Heaney, Kieran Lynch - Mixage – Nellee Hooper - Ingénieur du son – Simon Gogerly, Greg Collins - Ingénieur du son assistant – Ian Rossiter - Programmation – Fabien Waltmann |